# Potres u Tadžikistanu 2006.
Potres u Tadžikistanu 29. srpnja 2006. pogodio je regiju Khatlon!! u Tadžikistanu. Dvostruki potres ubio je troje ljudi, a 19 ih je ozlijeđeno. 
Loša voda i sanitarni uvjeti!! predstavljaju stalni rizik za zdravlje, kao i malarija, s obzirom na njezinu raširenost u regiji i činjenicu da neki ljudi spavaju vani bez mreža protiv komaraca. Oštećeni krovovi od azbesta predstavljali su dodatnu opasnost za zdravlje.
Nakon početne misije procjene područja pogođenih potresom ministra za izvanredne situacije 29. srpnja, druga zajednička misija uslijedila je 1. kolovoza, predvođena zamjenikom premijera, a uključivala je tim UN-a u zemlji, WHO i humanitarne partnere. WHO je, u suradnji s Ministarstvom zdravstva, odmah aktivirao druge UN-ove i međunarodne agencije i nevladine organizacije kao odgovor na katastrofu.
Do danas je više od deset zdravstvenih partnera, uključujući nevladine organizacije, UN-ove i međunarodne agencije, radilo zajedno kako bi osigurali 50 000 tableta za pročišćavanje vode, 86 šatora i osnovnih kućanskih potrepština, mreža protiv komaraca, sapuna, kanti i visokoenergetskih keksa te osigurali osnovne lijekove i WHO donirao je 1 NEHKit za podršku lokalnim zdravstvenim vlastima u osiguravanju dostupnosti osnovnih lijekova za pogođene zajednice i proslijedio donaciju lijekova smjernice.
Financiranje je primljeno od ECHO-a od siječnja 2006., kao podrška radu WHO-a na 'jačanju i poboljšanju koordinacije humanitarnih zdravstvenih programa' u Tadžikistanu.

## Vanjske poveznice
- M5.6 – Hindu Kush region, Afghanistan – Američki geološki zavod
- The International Seismological Centre has a bibliography and/or authoritative data for this event.
- ReliefWeb početna stranica  za ovaj događaj.